# 成鍾音
成鍾音（1533年—？），字本諧，順天府遵化縣民籍山東青州府益都縣人，明朝政治人物。

## 生平
嘉靖三十四年（1555年）乙卯科順天府鄉試第八名，嘉靖四十一年（1562年）壬戌科會試第二，登進士第二甲第四十一名。授河南許州知州，調沔阳州知州，历升吏部验封司郎中，隆慶五年（1571年）二月升官尚宝司卿，六年七月以考察降调外任，謫两淮盐运司副使。

## 家族
曾祖成海；祖父成善，封知縣；父成英，曾任按察司副使。嫡母李氏（贈孺人）；繼母李氏（封孺人）；生母王氏。慈侍下。